# Cirrus Minor
Cirrus Minor è una canzone scritta ed eseguita dai Pink Floyd. È il brano d'apertura dell'album Soundtrack from the Film More pubblicato nel 1969, ed è stata inserita in Relics, album antologia del gruppo.

## Composizione e registrazione
La canzone dura 5 minuti e 18 secondi. È stata scritta da Roger Waters, e suonata da Waters insieme a David Gilmour, che canta e suona la chitarra, e Wright, che si diletta con l'organo.
Il pezzo ha un'atmosfera allucinogena, pastorale, grazie all'organo in primo piano e il cinguettio costante degli uccelli, simile a quello che sarà presente su Grantchester Meadows. Cirrus Minor è priva di batteria: ciò crea una sensazione ancora più insolita. L'organo Hammond e il Farfisa sono simili a quelli che si trovano sul Celestial Voices di A Saucerful of Secrets. Mentre il primo fornisce una base signorile con la sequenza di accordi Mim-Sim-Re-La-Sol-Re-Si, filtrata attraverso un Binson Echorec, il secondo ha una funzione più da assolo ed ha l'effetto tremolo e il suono echeggiante.
Il canto dei pennuti all'inizio è tratto da una registrazione del 1961 dal titolo Dawn Chorus e il singolo uccello presente durante la parte degli organi solisti è un usignolo, della stessa registrazione. Entrambi i suoni sono disponibili sul catalogo degli effetti sonori dell'HMV.

## Musica
Cirrus Minor ha una serie di accordi molto insolita: mi minore, mi bemolle aumentato, sol maggiore, C # minore 7, Do maggiore 7, Do minore 7 e B 7. Gli accordi sono costruiti attorno alla melodia del basso cromaticamente discendente.

## Formazione
- David Gilmour: chitarra acustica, voce.
- Roger Waters: basso elettrico.
- Richard Wright: Organi Hammond e Farfisa.

## Cover
Cirrus Minor è stata oggetto di cover da parte del francese Étienne Daho nel suo album L'Invitation del 2007.